# 松溎
松溎（1833年—1907年），伊爾根覺羅氏，字壽泉，鑲藍旗滿洲人，清朝政治人物、繙譯進士。
咸豐九年己未恩科繙譯舉人，咸丰十年，登繙譯進士，改翰林院庶吉士。同治元年，升翰林院编修、侍講、文淵閣校理。同治六年，升任翰林院侍讀、侍讀學士、任日講起居注官。同治十年，任詹事府少詹事、繙書房提調官。同治十二年，任詹事府詹事、內閣學士、禮部侍郎銜。同治十三年，署文淵閣直閣事，任駐藏辦事大臣。光緒五年，任刑部左侍郎，次年任鑲黃旗蒙古副都統。光緒八年，兼署禮部右侍郎、正藍旗滿洲副都統。光緒九年，兼署正白旗滿洲副都統。光緒十年，任吏部右侍郎，兼署刑部左侍郎、正黃旗滿洲副都統；同年改左侍郎、任經筵講官。光緒十一年，任崇文門副監督。光緒十三年，任管理戶部三庫大臣。光緒十四年，署刑部右侍郎。光緒十六年，署左都御史、刑部尚書。光緒十七年，任左翼監督。光緒十八年，任工部尚書，兼署戶部左侍郎。光緒十九年，授鑲紅旗蒙古都統、刑部尚書。光緒二十三年，任工部尚書；光緒二十五年，兼署正黃旗漢軍都統；次年兼署鑲藍旗蒙古都統；光緒二十八年，兼署兵部尚書。光緒三十二年，任西安將軍。光緒三十三年，任荊州將軍。